# Svågertorp
Svågertorp is een wijk in het stadsdeel Hyllie van de Zweedse stad Malmö. De wijk heeft een oppervlakte van 0,93 km². Svågertorp heeft beschikking over een spoorwegstation.
De wijk telt diverse bedrijven, zoals Bauhaus, K-rauta, Ilva, Siba Aktiebolag, Stadium, Plantagen, Harald Nyborg en Biltema. Tevens is er een IKEA met een oppervlakte van 44.000 m² in de wijk gevestigd. Deze werd op 20 oktober 2009 geopend, het filiaal in Bulltofta werd hierdoor gesloten. Dichtbij is ook het winkelcentrum Emporia gelegen.

## Galerij

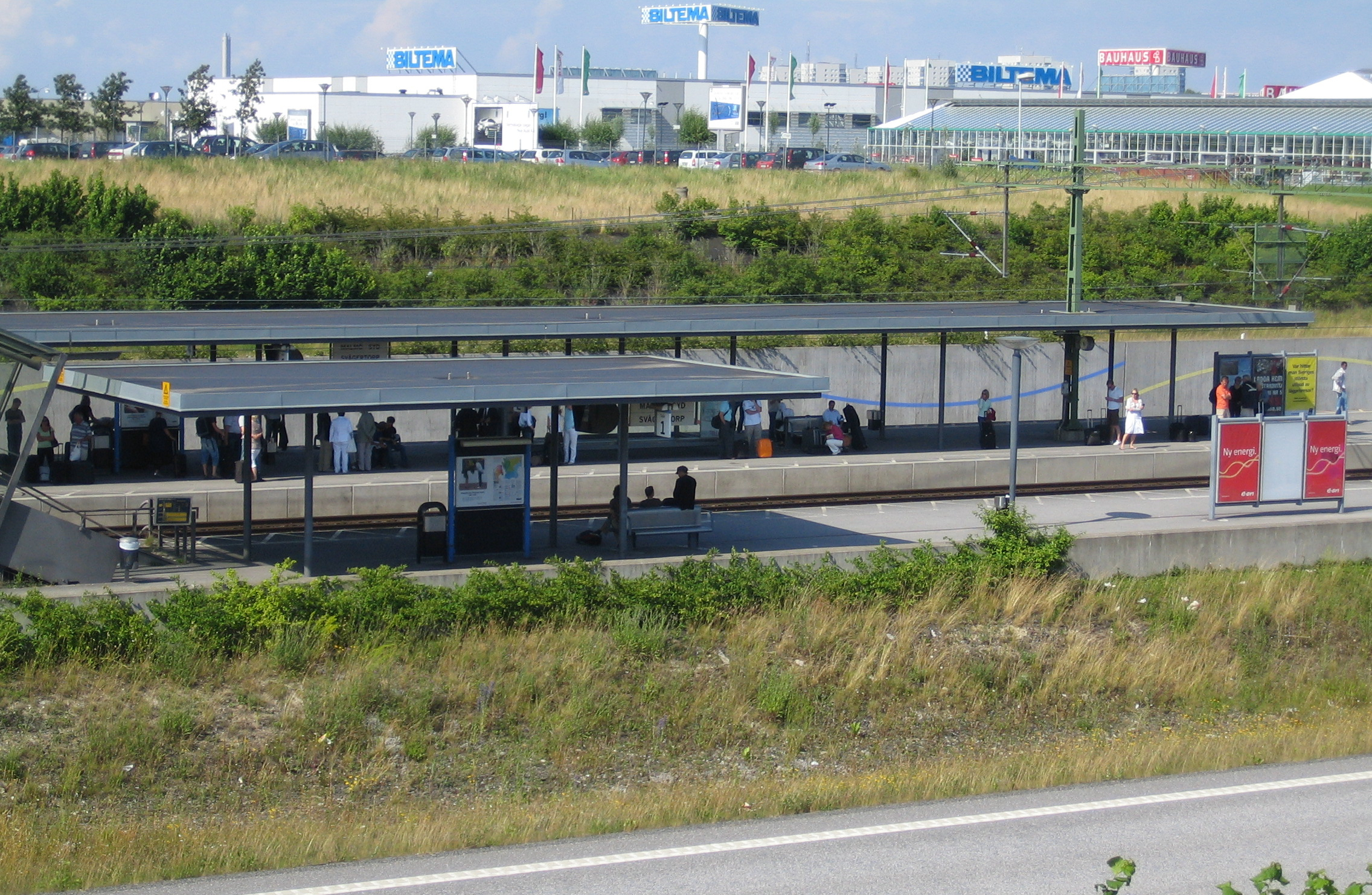
Station Svågertorp
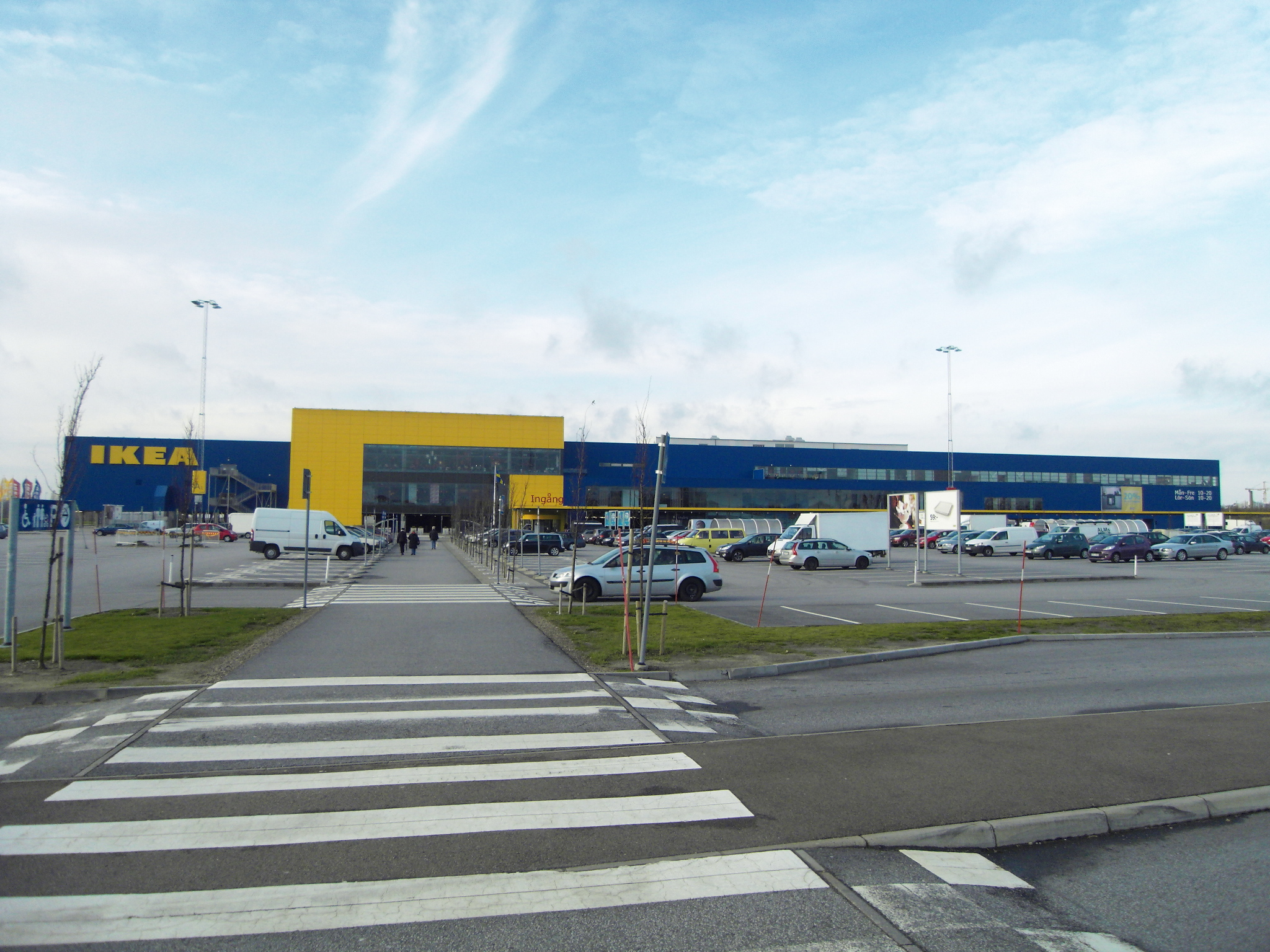
IKEA